# Monica Bandini
Pour les articles homonymes, voir Bandini.
Monica Bandini, née le 16 novembre 1964 à Faenza et morte le 19 avril 2021 à Forlì, est une coureuse cycliste italienne. Active dans les années 1980 et 1990, elle est notamment championne du monde du contre-la-montre par équipes en 1988 avec Maria Canins, Francesca Galli et Roberta Bonanomi.

## Palmarès
- 1987
  -  Médaillée de bronze du championnat du monde du contre-la-montre par équipes
  - 2e du championnat d'Italie sur route
- 1988
  -  Championne du monde du contre-la-montre par équipes (avec Maria Canins, Francesca Galli et Roberta Bonanomi)
  - 3e du championnat d'Italie sur route
- 1989
  -  Médaillée d'argent du championnat du monde du contre-la-montre par équipes
- 1990
  - 2e du championnat d'Italie du contre-la-montre
- 1991
  - 8e du championnat du monde sur route
- 1998
  - Tour du Trentin-Haut-Adige-Sud-Tyrol